# Дітер Віденманн
Дітер Віденманн (нім. Dieter Wiedenmann, 23 квітня 1957 — 11 листопада 1994) — німецький академічний веслувальник.
Олімпійський чемпіон 1984 року в складі парної четвірки.